# Lepturges cingillus
Lepturges cingillus es una especie de escarabajo longicornio del género Lepturges, categorizada en la tribu Acanthocinini, de la subfamilia Lamiinae. Fue descrita por Monné en 1978.

## Descripción
Mide 5,1-5,3 mm de longitud.

## Distribución
Se distribuye por Bolivia y Brasil.